# 金曜日のライオン (Take it to the lucky)
「金曜日のライオン (Take it to the lucky)」（きんようびのライオン - テイク･イット･トゥ･ザ･ラッキー）は、TM NETWORKの楽曲。1984年4月21日にEPIC・ソニーからデビューシングルとしてリリースされた。

## 制作
小室は「1984年の曲にしては新しいタイプの曲」「リリースから半年後くらいにプリンスの曲に似ていると言われたが、自分のほうが先に作った」「ライブのとき、頭を悩ませる曲」とコメントしている。楽曲が出来上がった時、小室も「これは誰も歌えない」と思ったという。
曲の核となっている音は、PPGのリズムを刻む音とPPGのコードで、ブラスはヤマハ・DXを使用している。小室は「無機質であるが、アフリカの広大さを感じさせる雰囲気は難しい」「この曲を演奏してくれるバンドがいたら、聞きに行ってみたい」とコメントしている。

## ライブ・パフォーマンス
1994年5月18日、東京ドームで開催されたラスト・ライブ『TMN 4001 DAYS GROOVE』1日目では、初めてフルコーラスで解禁されたミュージック・ビデオが映る大型モニターを背に、オープニング・ナンバーとして演奏された。その際、アルバム・ヴァージョンを基調としている（イントロ及びリフレイン）。

## 収録曲
| 全作詞・作曲・編曲: 小室哲哉。 |                                             |          |            |      |
| #                              | タイトル                                    | 作詞     | 作曲・編曲 | 時間 |
| 1.                             | 「金曜日のライオン (Take it to the lucky)」 | 小室哲哉 | 小室哲哉   | 4:31 |
| 2.                             | 「クロコダイル・ラップ (Get Away)」         | 小室哲哉 | 小室哲哉   | 4:03 |
| 合計時間:                      | 合計時間:                                   | 8:34     |            |      |

## スタッフ・クレジット

### TM NETWORK
- 小室哲哉 - ボーカル、キーボード
- 宇都宮隆 - ボーカル
- 木根尚登 - ボーカル、ピアノ

### スタッフ
- 小坂洋二 - エグゼクティブ・プロデューサー
- 松村慶子 - スーパーバイザー
- 伊東俊郎 - エンジニア
- 大森正人 - サウンド・エンジニア
- TOMOYUKI KAIHARA - サウンド・エンジニア
- 笠井鉄平 - マスタリング・エンジニア

## リリース履歴
デビューアルバム『RAINBOW RAINBOW』と同時発売であり、ジャケットもほぼ同一のワニのお面をかぶった少女の写真。
2004年2月25日、同年4月21日へ節目の20周年で本タイトルとサブタイトルとが入れ替えられ、リアレンジされてリリースされた。
2014年4月22日、前日4月21日へ節目の30周年としてリリースされたリプロダクションアルバム『DRESS2』では再び元のタイトルに戻り『金曜日のライオン 2014』として収録。
| No. | 日付          | レーベル     | 規格      | 規格品番   | 最高順位 | 備考                                                                                             |
| --- | ------------- | ------------ | --------- | ---------- | -------- | ------------------------------------------------------------------------------------------------ |
| 1   | 1984年4月21日 | EPIC・ソニー | 7インチ   | 07･5H-196  | -        |                                                                                                  |
| 2   | 1989年9月21日 | EPIC・ソニー | 8センチCD | 10･8H-3145 | 38位     | カップリング曲である「クロコダイル・ラップ」のサブタイトルが 「(Let's Get Away)」 となっている。 |

## 収録アルバム
金曜日のライオン (Take it to the lucky)
- RAINBOW RAINBOW （アルバム・ヴァージョン）
- TETSUYA KOMURO PRESENTS TMN BLACK
- TMN final live LAST GROOVE 5.18 （ライヴ・ヴァージョン）
- TIME CAPSULE all the singles
- BEST TRACKS ～A message to the next generation～
- THE LEGEND TM NETWORK
- NETWORK™ (TAKE IT TO THE LUCKY)
- NETWORK™ -Easy Listening- (TAKE IT TO THE LUCKY -ALBUM MIX-)
- TM NETWORK THE SINGLES 1 （Disc 1にシングル・ヴァージョン、初回限定盤のみ付属Disc 2にライヴ・ヴァージョンを収録）
- TM NETWORK BEST OF BEST
- TM NETWORK SUPER BEST
- TM NETWORK ORIGINAL SINGLES 1984-1999
- TM NETWORK ORIGINAL SINGLE BACK TRACKS 1984-1999 （オリジナル・カラオケ）
- DRESS2 （金曜日のライオン 2014）
- Gift from Fanks M
- LIVE HISTORIA M 〜TM NETWORK Live Sound Collection 1984-2015〜　(「金曜日のライオン 2014」のライブバージョン)
- ELECTRIC PROPHET （ライヴ・ヴァージョン）

クロコダイル・ラップ (Get Away)
- RAINBOW RAINBOW
- TM NETWORK ORIGINAL SINGLES 1984-1999
- TM NETWORK ORIGINAL SINGLE BACK TRACKS 1984-1999 （オリジナル・カラオケ）
- ELECTRIC PROPHET （ライヴ・ヴァージョン）